# Sara Mohammad
Sara Mohammad, född 1967 i Sulaymaniyya i irakiska Kurdistan i Irak, är en svensk människorättsaktivist och apotekstekniker. Hon är en av grundarna av Riksorganisationen GAPF, tidigare Riksföreningen Glöm aldrig Pela och Fadime.

## Biografi
År 1984, när Mohammad var 17 år, lämnade hon sin familj efter att hon misshandlats och hotats till livet av sin bror. Hon kom till Sverige som politisk flykting 1993 och lever sedan dess under skyddad identitet.

## Verksamhet
Sara Mohammads egna erfarenheter har bidragit till att hon i sin verksamhet har fokuserat på hederskultur och hedersförtryck. Hon har arbetat för människorättsorganisationen AlmaEuropa samt hos Järfälla kommun som hederssamordnare. Idag (2018) är hon verksamhetsansvarig för Riksorganisationen GAPF.
Mohammad har sedan 2000-talets början föreläst om hederskultur, könsstympning och kvinnofrågor i Sverige. Hon har flera gånger medverkat i TV och talat för UNICEF och i flera kommuner på fortbildning om hedersförtryck.
Mohammad utsågs av tidningen Aftonbladet till Svensk hjälte 2007 vid en ceremoni som direktsändes i TV. 
Mohammad har bland annat gjort debattinlägg som varit kritiska till politisk islam och slöja, hijab. Hon har kritiserat svenska feminister som Gudrun Schyman och menat att de inte bryr sig om muslimska invandrarkvinnors rättigheter av rädsla för att själva utmålas som rasister. Sara Mohammad har även kritiserat Rädda Barnen, antidiskrimineringsbyråer, Barnombudsmannen och Jämställdhetsombudsmannen för att de inte tar öppen ställning mot "indoktrinering och diskriminering av barn, till exempel i religiösa friskolor".
I Göteborgs-Posten skrev Sara Mohammad 2013 i en debattartikel tillsammans med Virpi Hellmark att Hijabuppropet, en aktion för kvinnor som misshandlats för att de burit hijab, i själva verket stöder kvinnoförtryck. De skrev att problemet inte är att kvinnor som bär hijab blir trakasserade, utan att en stor grupp kvinnor skulle vara påtvingade hijab.
I SVT Opinion skrev hon 2015 en debattartikel om skilda badtider som har delats av nästan 100 000 läsare: ”Skilda badtider bevisar islamisters makt” 
2016 var Sara Mohammad värd för Sommar i P1.

## Kritik
Mohammad har anklagats för att ha en "antimuslimsk agenda" av debattörer som Mehrtab Motavvas, som i en artikel i Feministiskt perspektiv kritiserade Mohammad för att ha förvandlat Fadimes minne till ett jippo. Motavvas skrev även en debattartikel tillsammans med forskaren Linnea Bruno där Mohammad anklagades för att "sprida fördomar om feminister, i synnerhet FI."

## Priser och utmärkelser
- 2013 – Hedeniuspriset av föreningen Humanisterna, för att hon outtröttligt har kämpat för ungdomar som fallit offer för hedersförtryck.[15]
- 2015 – True honour award av IKWRO, Iranian and Kurdish Women's Rights Organisation, som "Winner of Special Recognition for International Work to End 'Honour' Based Violence".[16]
- 2016 –  Årets MR-pristagare av Svenska FN-förbundet.[17]
- 2017 –  H. M. Konungens medalj av 8:e storleken (2017) för betydande insatser för kvinnors rättigheter[18]
- 2017 – Medicine hedersdoktor vid Linköpings universitet (2017) för sitt arbete mot hederskultur[19][20]